# Honda CB 350-serie
De Honda CB 350-serie is een serie 350cc-motorfietsen die het Japanse merk Honda produceerde van 1968 tot en met 1974. De serie omvat behalve de "CB"-modellen ook de gerelateerde Honda CL 350 en Honda SL 350.

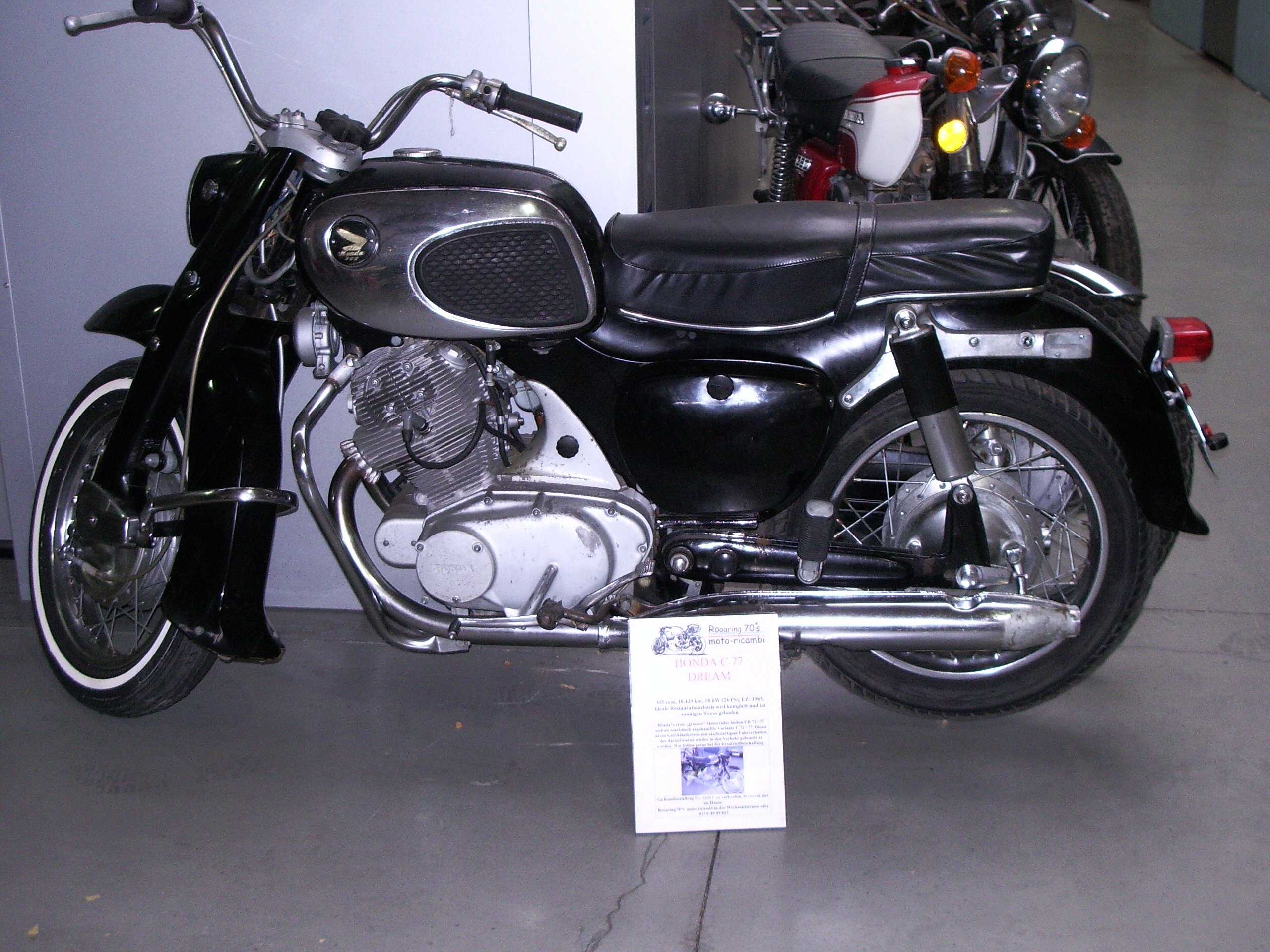
Voorganger: Honda CA 77 Dream

## Voorgeschiedenis
Honda was in 1957 op de markt gekomen met de Honda C 75 Dream, die 305 cc mat. Die machine kwam nog niet op de wereldmarkt, maar de opvolger C 76 Dream wél, met speciaal voor de Amerikaanse markt de licht gewijzigde CA 76 Dream en het sportmodel CS 76 Dream. Deze 305cc-Dream-serie werd doorontwikkeld en leverde uiteindelijk de zeer sportieve CB 77 Super Sport en de CL 77 Scrambler op. Bij het verschijnen van de Dream-serie waren deze modellen zeer modern, met hoogtoerige motoren die veel vermogen leverden en startmotoren, bovenliggende nokkenassen en elektrische richtingaanwijzers hadden, maar toen de productie in 1967 eindigde waren de plaatframes en de geduwde schommelvorken al tamelijk gedateerd. Bovendien waren de machines met hun 305cc-motoren in het nadeel ten opzichte van de gangbare 350cc-motoren.

## Tweecilinder toermotoren

### 1968-1973, Honda CB 350 K
In 1968 werd de eerste Honda CB 350 als zustermodel van de CB 250 op de markt gebracht. Afgezien van de cilinderinhoud waren beide modellen vrijwel identiek en opgebouwd als de populaire CB 450, met uitzondering van de dubbele bovenliggende nokkenassen.

#### Motor
De CB 350 had een boring/slagverhouding van 64 x 50,6 mm. Dit was een opgeboord CB 250-blok dat daardoor nog steeds niet aan de volle 350 cc kwam, maar slechts 325 cc mat. De enkele bovenliggende nokkenas werd aangedreven door een ketting die tussen beide cilinders lag en een automatische kettingspanner had. Overal waren rollenlagers toegepast, met uitzondering van de aandrijfzijde van de krukas, waar een fors kogellager zat. De contactpunten zaten op het linker uiteinde van de nokkenas. De compressieverhouding was 9,5:1 en het vermogen bedroeg niet minder dan 36 pk bij 10.500 tpm. De machine had een wet-sump smeersysteem, een 12 volt elektrische installatie en een startmotor.

#### Aandrijving
De primaire aandrijving geschiedde door tandwielen, die een meervoudige natte platenkoppeling aandreven. Daarachter zat een vijfversnellingsbak en de secundaire aandrijving geschiedde door een openliggende ketting met alleen een klein kettingschermpje aan de bovenkant.

#### Rijwielgedeelte
Massaproductie van motorfietsen was in deze tijd alleen mogelijk door de toepassing van veel plaatwerk voor het frame. Dat was goedkoper en sneller te produceren dan buisframes, maar plaatframes waren allang uit de mode en klanten wilden voor sportievere modellen graag de meer elegante buisframes. Honda loste dit op door alleen de voorste framebuis (van het balhoofd naar de onderkant van het motorblok) als echte buis te construeren. De overige framedelen waren feitelijk voorgevormde platen die tot buizen gepuntlast waren. Voor was een hydraulisch gedempte telescoopvork toegepast, achter een swingarm met twee veer/demperelementen waarvan de veervoorspanning in drie standen instelbaar was. Voor was een duplexrem toegepast, achter een simplexrem.

#### 1968-1969, CB 350 K0
De CB 350 K0 werd nog geleverd met de two-tone kleuren die ook bij de Honda CB 125-serie, de Honda C 160-serie, de Honda C 175-serie en de Honda CB 250-serie werden toegepast. De kleuren waren Candy Blue met wit, Candy Red met wit en groen met wit. De bovenkant van de tank was in de hoofdkleur gespoten en daar stond de Honda-vleugel, de onderkant was wit en daar stond de naam "Honda" in zwart. Op de tank zaten rubberen kniestukken. De zijdeksels en de koplamp waren wit, de bovenkant van de voorvork had de hoofdkleur. Op het zijdeksel zat een klein kadertje in de hoofdkleur met het getal "350". Het zadel was glad (ongeribbeld) en het achterlicht was ovaal. De spatborden waren verchroomd.

#### 1969, CB 350 K1
De CB 350 K1 was vrijwel identiek aan de K0. De hoofdkleuren bleven gelijk, maar op het witte deel van de tank verscheen in dun biesje in de hoofdkleur. Het zadel werd geribbeld, op de zijkanten van de voorvork kwamen kleine, oranje reflectoren, het ovale achterlicht werd vervangen door een rechthoekig exemplaar

#### 1970, CB 350 K2
De CB 350 K2 werd ook geleverd in Candy Gold. Het biesje op de tank was nu zwart en de zijdeksels kregen de hoofdkleur, met daarop een wit kadertje met het getal "350" in zwarte cijfers.

#### 1971, CB 350 K3
Met de komst van de CB 350 K3 veranderde het uiterlijk van de machine volledig. De tank werd boller en de two-tone lak verdween. De kleuren werden Candy Gold, Derby Green Metallic en Light Ruby Red, met een brede, gebogen zwarte bies op de tank. De zijdeksels, de koplamp en de bovenkant van de voorvork kregen de hoofdkleur. De merknaam "Honda" stond in wit dwars door de zwarte bies op de tank. Op de zijdeksels zat een klein kadertje met daarin de Honda-vleugel en erboven in witte cijfers het getal "350".

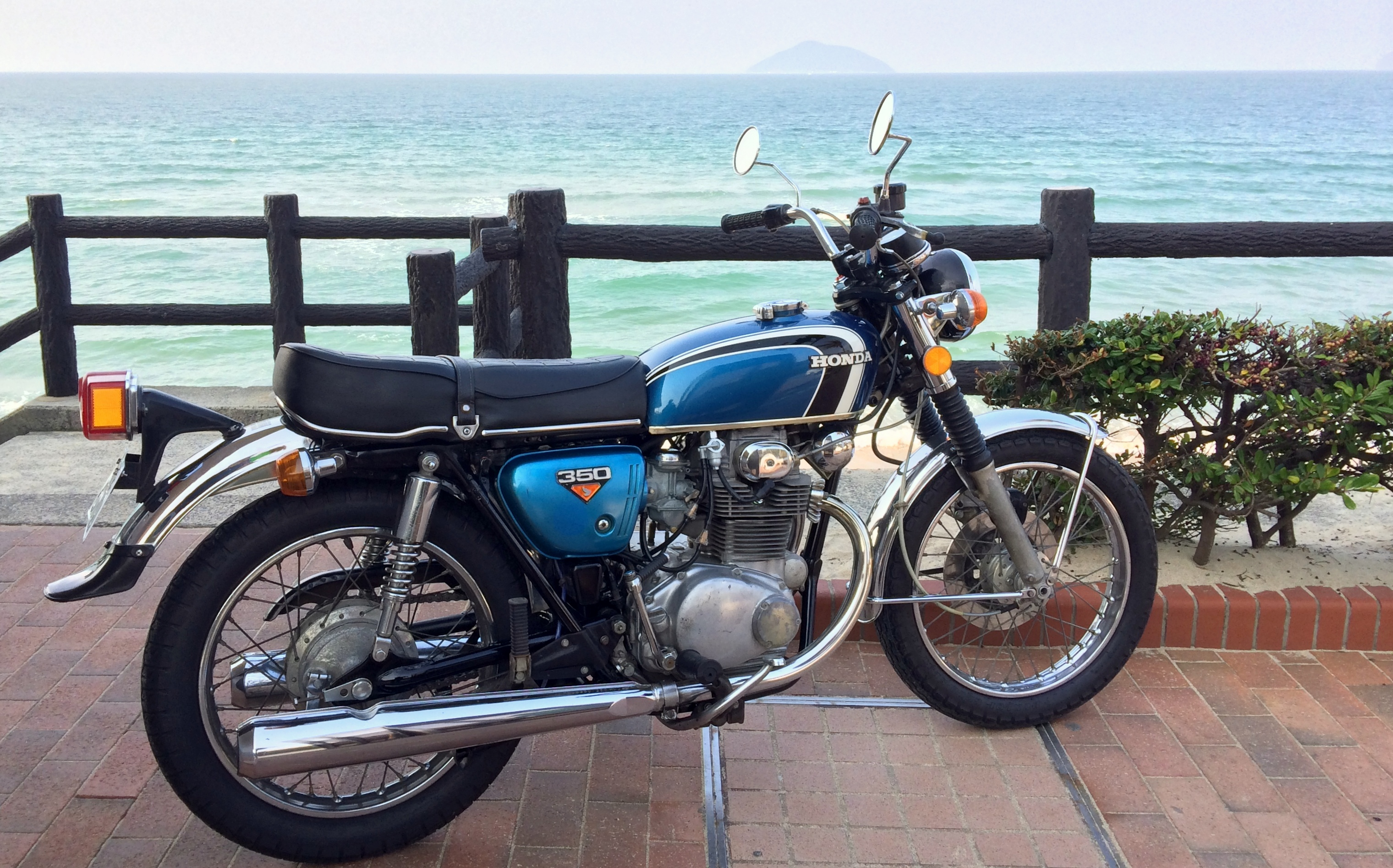
Honda CB 350 K4

#### 1972, CB 350 K4
De kleurstelling van de CB 350 K4 was identiek aan de CB 250 K4: Light Ruby Red, Candy Gold, Candy Bacchus Olive en Gentle Maroon Metallic. De bies op de tank werd door een dunne witte bies in tweeën gedeeld. De koplamp was zwart.

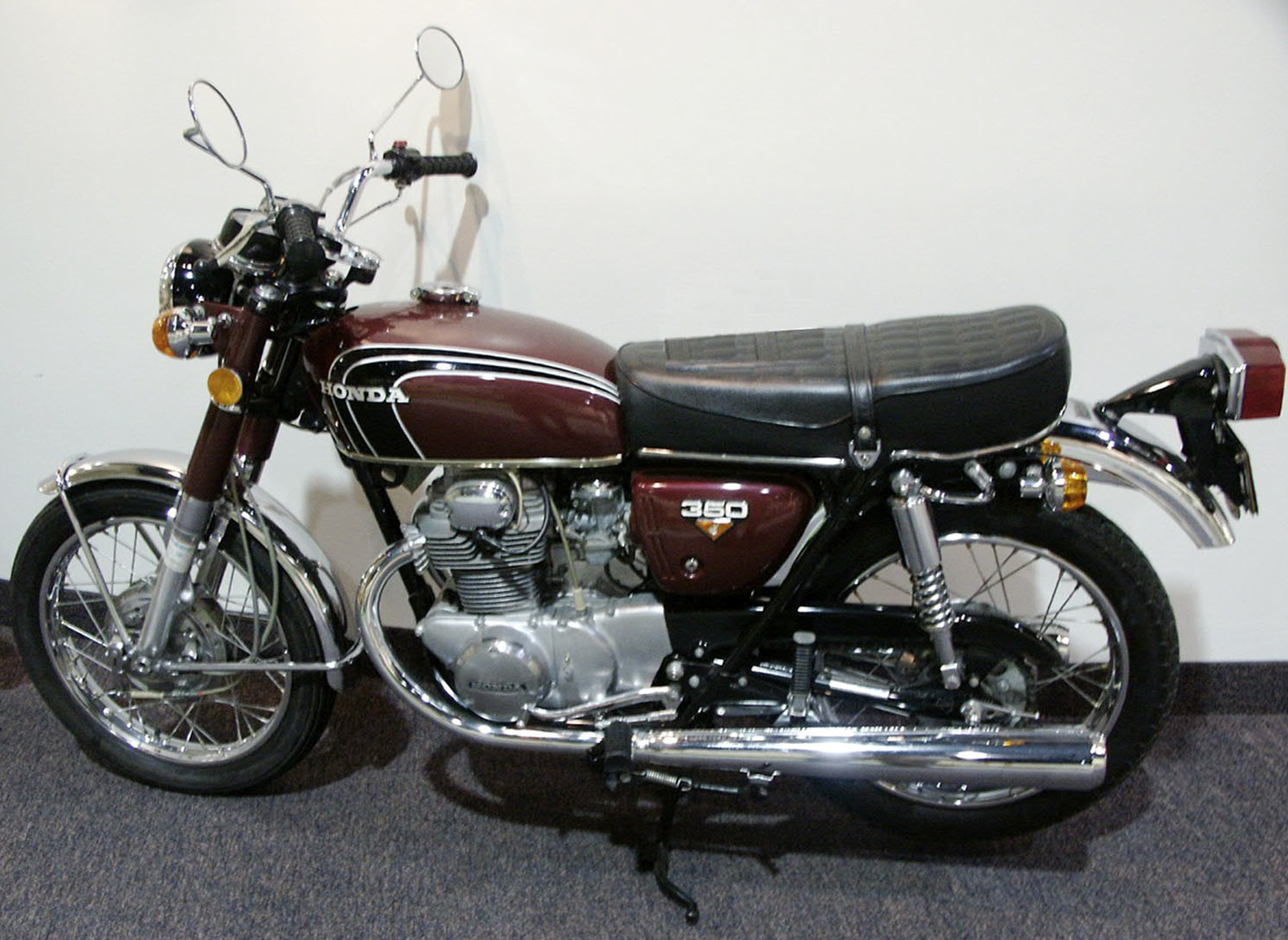
Honda CB 350 G

#### 1973, CB 350 G
De "G-versie" van de CB 350 verscheen al in 1973, een jaar eerder dan die van de CB 250. Met de "G-versie" moesten een aantal kinderziekten van de "K-versie" verholpen worden. Zo werd in de cilinderkop een oliekuipje aangebracht, zodat er altijd wat olie aanwezig was om bij een koude start de nokkenas te smeren. De veranderingen die de CB 250 G in 1974 nog zou krijgen werden op de CB 350 nooit toegepast omdat ze in 1974 vervangen werd door de CB 360. De CB 350 G werd geleverd in Candy Orange, Tyrolean Green Metallic en Iris Purple Metallic. De tankbiezen waren volledig zwart of zwart met wit.

## Tweecilinder scramblers

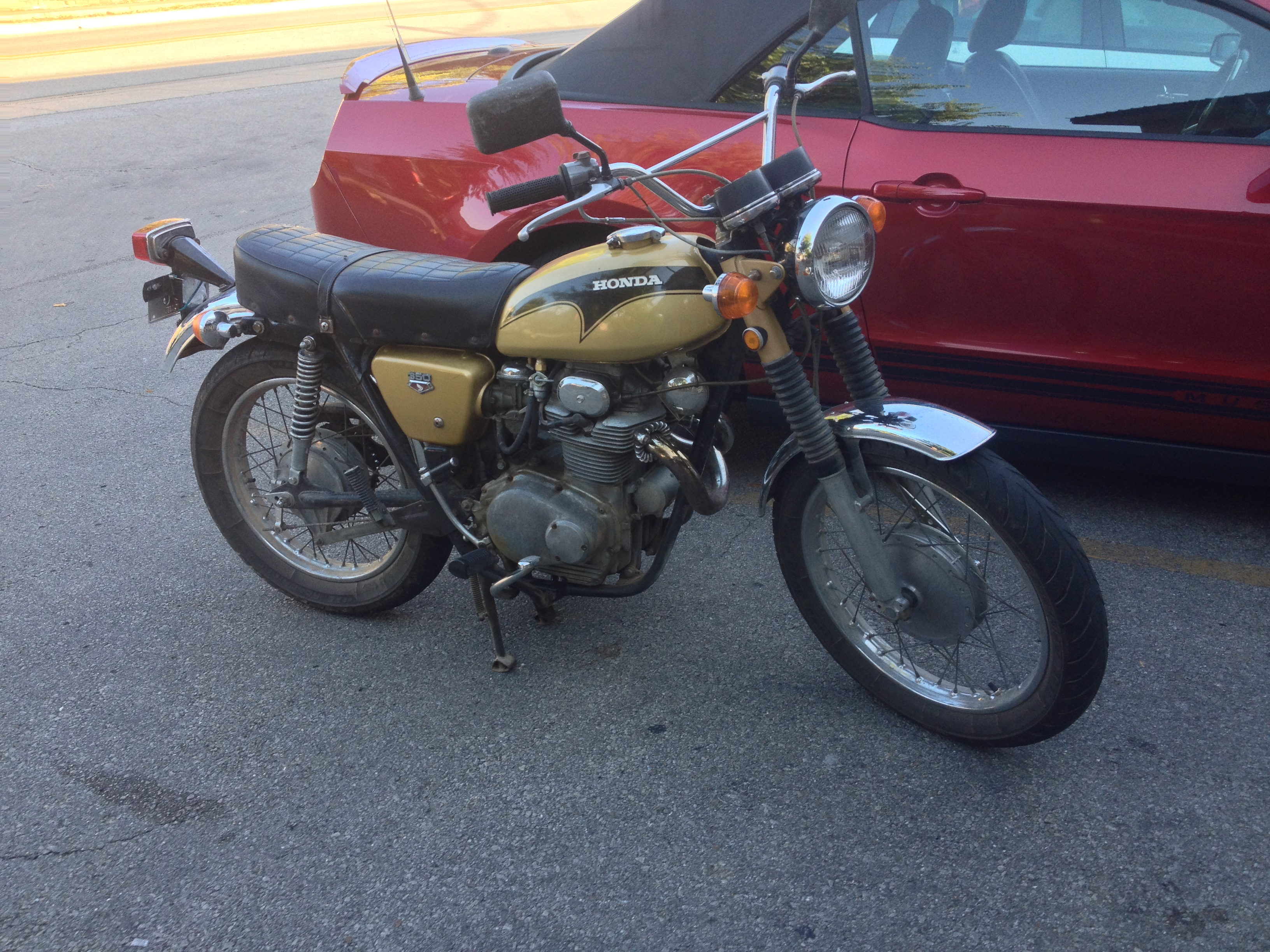
CL 350 K3

### 1968-1973, CL 350
Toen de CL 350 in 1968 de CL 77 verving was het bedje voor deze scrambler in de Verenigde Staten gespreid, want zowel de CL 77 als de 250cc-CL 72 waren er bijzonder populair en hadden de zwaardere scramblers van Triumph en BSA praktisch van de markt verdrongen. In principe was de motor gelijk aan die van de CB 350, maar het vermogen bedroeg slechts 33 pk, wat werd veroorzaakt door de swept back pipes, die er van buiten wel ruim uitzagen, maar die een nauw binnenwerk hadden omdat ze om de buitentemperatuur laag te houden dubbelwandig waren. De styling was grofweg gelijk aan die van de CB 350's, maar alle scramblers hadden beide uitlaten aan de linkerkant en omhooggebogen, afgedekt met verchroomde hitteschilden. Om de terreinvaardigheid te vergroten had de CL 350 een 19 inch voorwiel en een 18 inch achterwiel. Toch was het niet die terreinvaardigheid waarom klanten de machine kochten. Die was - mede door de gewone banden en de beperkte veerwegen - nogal matig. De CL 350 was meer een sportieve machine voor al dan niet verharde wegen.

#### 1968-1969, CL 350 K0
De kleurstelling van de CL 350 K0 leek op die van de CB 350 K0: Candy Red met wit en Candy Blue met wit, maar de groen/witte versie was vervangen door oranje/wit. De bovenkant van de voorvork was zwart op de eerste versie, maar later kreeg ze een van de hoofdkleuren rood, blauw of oranje. De koplamp en de zijdeksels waren wit. Het zadel was glad (niet geribbeld), het achterlicht ovaal en het achterste deel van het hitteschild was zwart.

#### 1969, CL 350 K1
De CL 350 K0 werd geleverd in Daytona Orange met wit, Candy Red met wit en Candy Blue met wit. Op het witte deel van de tank verscheen een kleine bies. Het zadel was geribbeld, het achterlicht rechthoekig en op de zijkanten van de voorvork verschenen oranje reflectoren.

#### 1970, CL 350 K2
De nieuwe kleuren zonder two-tone tank die de CB 350 pas in 1971 kreeg, kwam in 1970 al bij de CL 350 K2. Er was nog maar één hoofdkleur (Candy Ruby Red, Candy Sapphire Blue of Candy Topaz Orange) met een brede, witte bies op de tank. De zijdeksels kregen ook de hoofdkleur, net als de bovenkant van de voorvork en de koplamp. De hitteschilden van de uitlaten waren nu helemaal verchroomd.

#### 1971, CL 350 K3
De CL 350 K3 werd geleverd in Candy Topaz Orange, Strato Blue Metallic en Poppy Yellow Metallic, met een zwarte bies op de tank.

#### 1972-1973, CL 350 K4
De CL 350 K4 werd geleverd in Magna Red en Candy Panther Gold met een zeer dunne bies op de tank, die op de rode machine wit met rood was en op de goudkleurige machine zwart met goud. De bovenkant van de voorvork was verchroomd en de koplamp was black.

#### 1973, CL 350 K5
Deze laatste versie van de CL 350 werd verkocht in Light Ruby Red en Hawaiian Blue Metallic. Er was nu weer een bredere, witte bies op de tank aangebracht en achter het zadel zat een verchroomde handgreep voor de duopassagier.
In 1974 werd de CL 350 opgevolgd door de CL 360.

## Tweecilinder offroads

### 1968-1973, SL 350

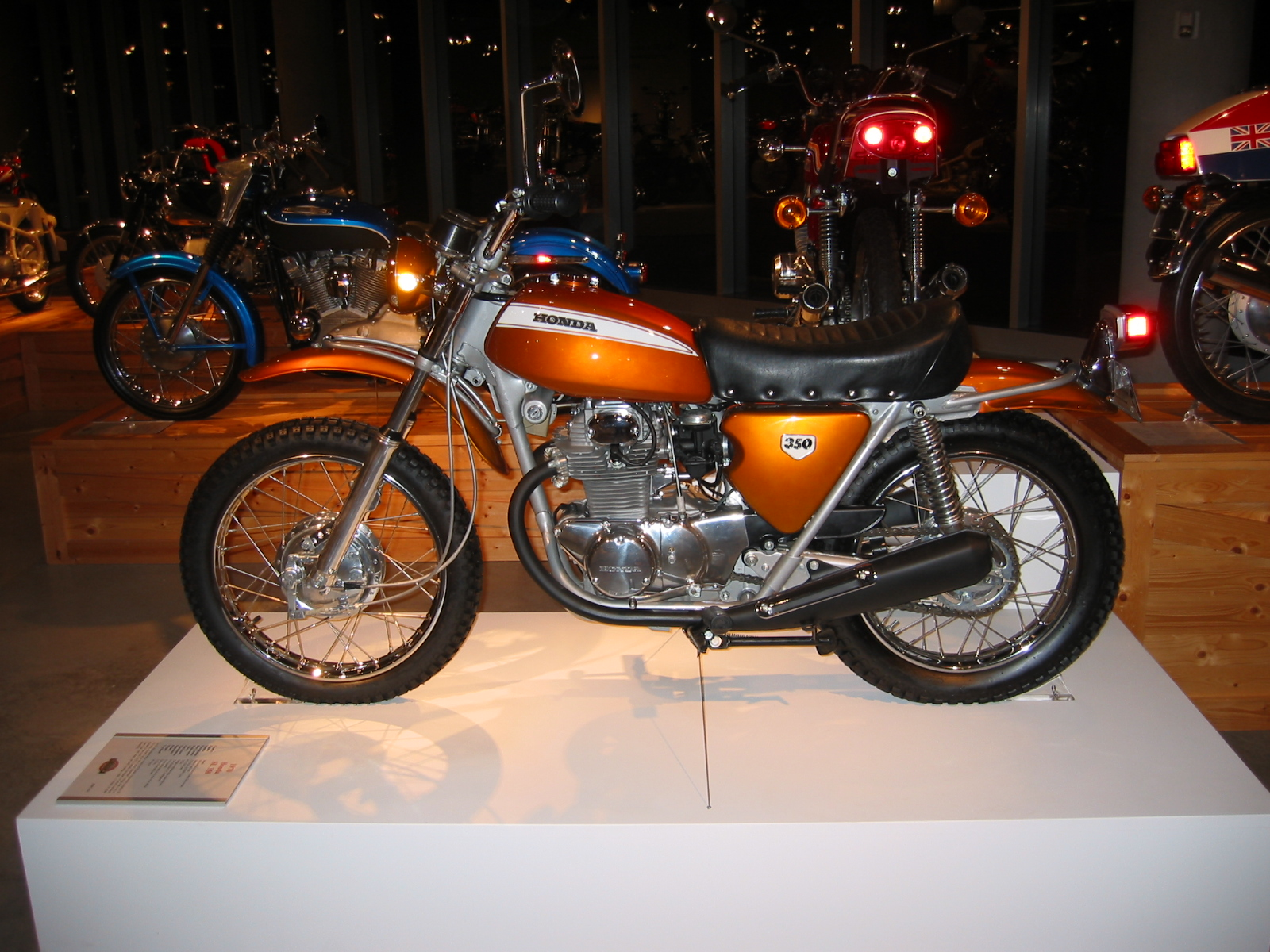
Honda SL 350 K0 in Candy Gold

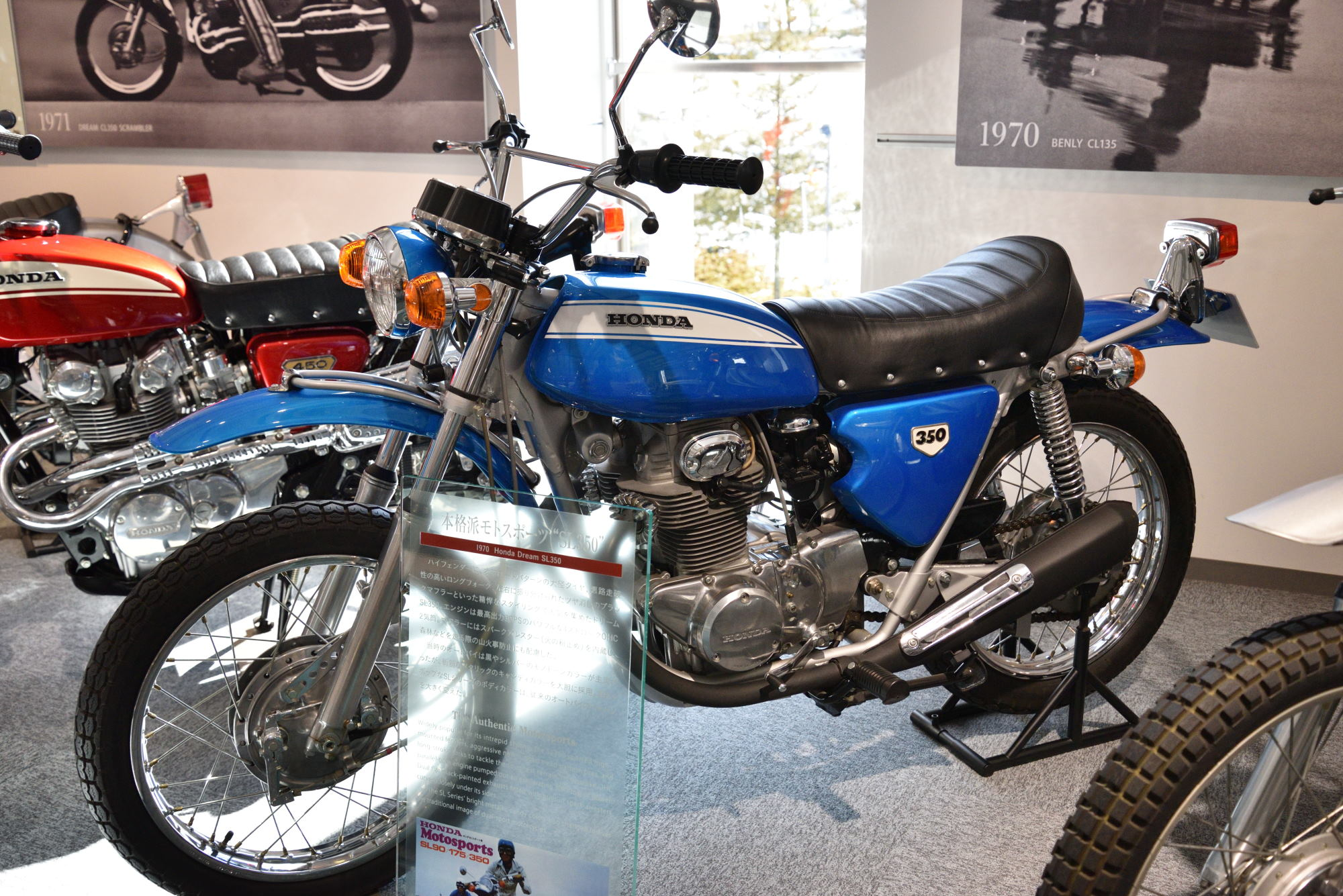
Honda SL 350 K0 in Candy Sapphire Blue

Eind jaren zestig waren terreinmotoren populair in de Verenigde Staten en terreinrijden, zelfs woestijnraces, waren in zwang. Honda leverde scramblers in verschillende cilinderinhouden, die geschikt waren voor onverharde wegen, maar niet voor het zware werk in zand en modder.

#### 1969-1970, SL 350 K0
Honda speelde op de vraag in met de SL 350, die door een 19 inch voorwiel, een 18 inch achterwiel, een grotere bodemvrijheid, een hoog, breed stuur en noppenbanden zwaarder werk aan moest kunnen, maar toch nog niet meer was dan een aangepaste CB 350, met dezelfde motor en zelfs hetzelfde frame. De machine werd geleverd in Candy Sapphire Blue, Candy Ruby Red en Candy Gold, met een brede, witte bies op de tank. Omdat de machine rechtstreeks van de CB 350 stamde was er ook een startmotor aan boord en was er een semi-dubbel wiegframe met een enkele verticale buis onder het balhoofd toegepast.

#### 1970-1971, SL 350 K1
De SL 350 K1 kreeg een gewoon dubbel wiegframe (met twee buizen onder het balhoofd) en de startmotor kwam te vervallen. De kleuren waren Candy Ruby Red, Candy Sapphire Blue en Candy Topaz Orange.

#### 1972-1973, SL 350 K2
De SL 350 K2 werd geleverd in Candy Panther Gold met wit en Marina Blue Metallic met geel. Het voorste deel van de tank was bij beide kleurversies geel. De spatborden, die aanvankelijk in de hoofdkleur waren gespoten, waren nu blank aluminium. Het voorwiel groeide naar 21 inch. De belangrijkste technische wijziging was de toepassing van andere carburateurs omdat de membranen van de oorspronkelijke CV-carburateurs door kuilen en gaten gingen "zweven" omdat de veertjes te zwak waren.

## Viercilinder toermotoren

### 1972-1974, CB 350 F
In 1972 verscheen de Honda CB 350 F, waarbij de "F" stond voor "Four", want het was een viercilinder. De machine kwam niet als opvolger van de CB 350 G, want dat was de CB 360, maar als kleinere versie van de CB 500 F. Daarmee had Honda een breed scala aan viercilinders, want het leverde ook nog de CB 750 F.

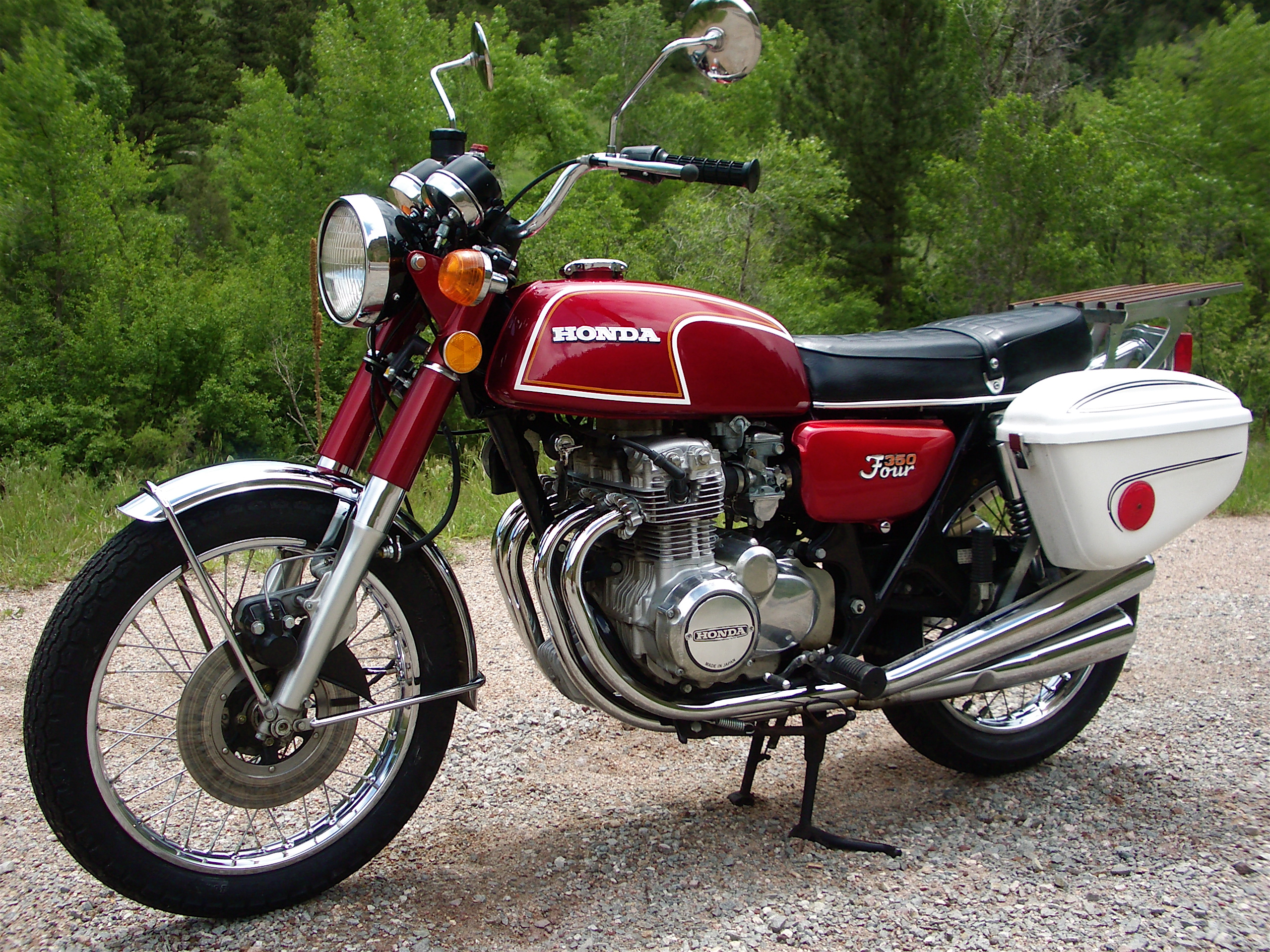
Honda CB 350 F0

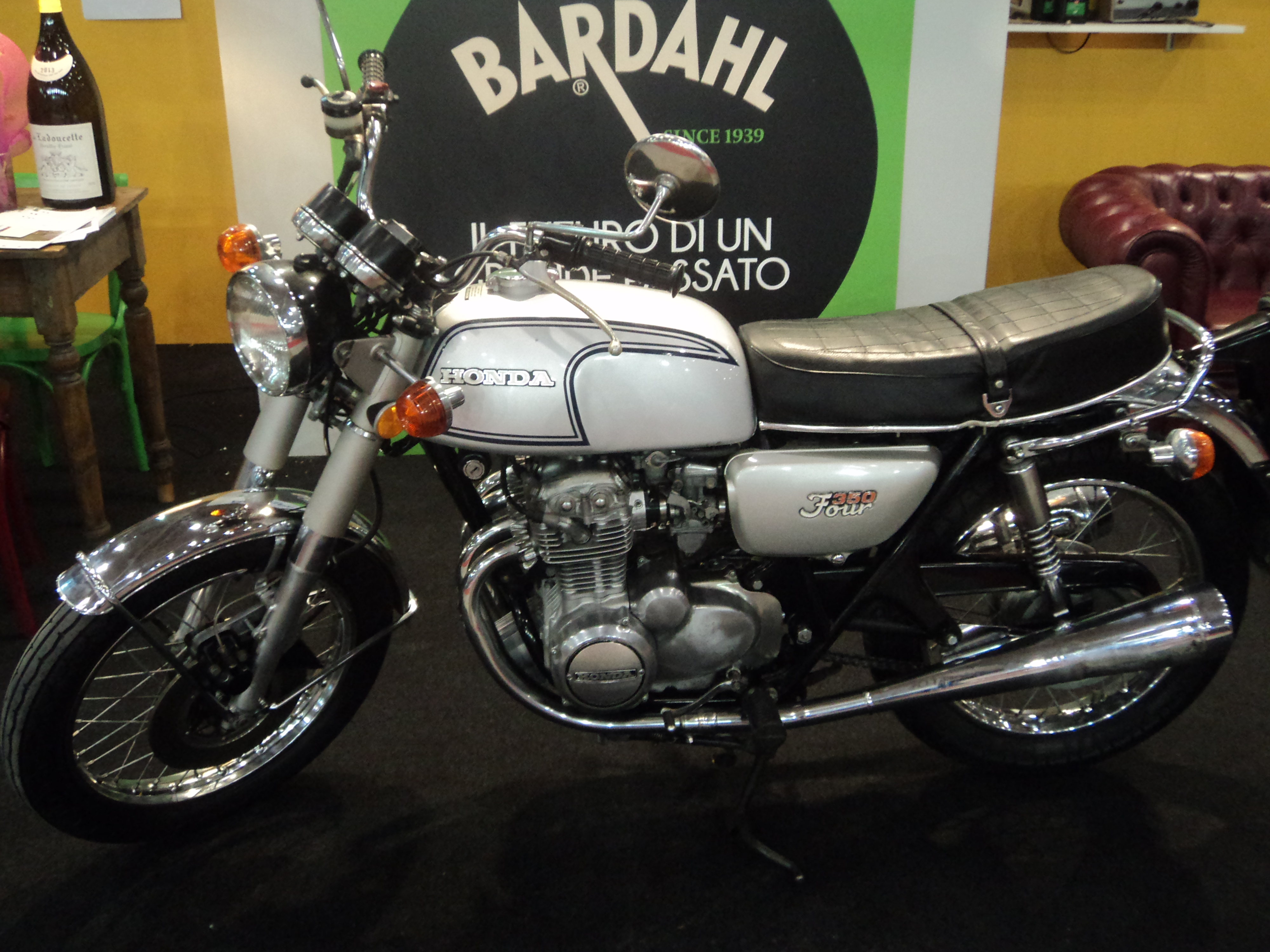
Honda CB 350 F1

#### Motor
De dwarsgeplaatste, luchtgekoelde viercilinderlijnmotor had een horizontaal deelbaar carter. Het cilinderblok bestond uit één geheel, net als de cilinderkop. De bovenliggende nokkenas werd aangedreven door een ketting tussen de middelste cilinders. De krukas en de drijfstangen draaiden in glijlagers. Op het linker uiteinde van de krukas zat de 12 volt dynamo en rechts de onderbrekerset met twee onderbrekers. De machine had vier desmodromisch bediende 20mm-dwarsstroomcarburateurs van het huismerk Keihin. De startmotor lag achter de twee linker cilinders en dreef de krukas via een tandwieloverbrenging aan. Aan de voorkant van het carter zaten veel koelribben, ook op het ver vooruitstekende oliefilterhuis tussen de middelste uitlaatpijpen.

#### Aandrijving
De primaire aandrijving geschiedde vanaf het midden van de krukas door middel van een morseketting. Die dreef de meervoudige natte platenkoppeling aan, waarin een transmissiedemper was verwerkt. Daarachter zat een vijfversnellingsbak en het achterwiel werd aangedreven door een ketting.

#### Rijwielgedeelte
Zoals bij de lichtere Honda's gebruikelijk had de CB 350 Four een semi-dubbel wiegframe, waarbij onder het balhoofd slechts één buis zat, die zich onder het motorblok in tweeën splitste. Voor had de machine een telescoopvork, achter een swingarm met twee hydraulisch gedempte veer/demperelementen met buitenliggende, progressief gewikkelde schroefveren. De voorrem was een enkele schijfrem, waarvan de remklauw vóór de voorvork zat, maar aan de achterkant zat een afschermkapje om straatvuil en water uit de remklauw te houden. Opmerkelijk genoeg was de CB 350 Four de enige machine met een dergelijk kapje. Achter zat een trommelrem.

#### 1972-1973, CB 350 F0
Deze eerste versie van de CB 350 F werd geleverd in Candy Bacchus Olive en Flake Matador Red, met wit/oranje tankbiezen. De spatborden waren verchroomd.

#### 1974, CB 350 F1
Deze tweede versie van de CB 350 F werd geleverd in Zilver, Flake Matador Red en Glory Blue Black Metallic. Deze laatste was in de Verenigde Staten de enige leverbare kleur.
In 1975 werd de CB 350 F vervangen door de CB 400 F, die veel moderner was vormgegeven naar het voorbeeld van de CB 750 F1.

## Trivia
In de speelfilm The Girl with the Dragon Tattoo uit 2011 werd een caféracer gebruikt, opgebouwd uit een Honda CB 350 met de swept back pipes van een Honda CL 350.

## Technische gegevens
| Honda                  | K0                               | K1                               | K2                               | K3                               | K4                               | G                                 |                                  | K0                               | K1                               | K2                               | K3                               | K4                               | K5                               |                                  | K0                               | K1                               | K2                               |                                  | F0                                    | F1                                    |
| ---------------------- | -------------------------------- | -------------------------------- | -------------------------------- | -------------------------------- | -------------------------------- | --------------------------------- | -------------------------------- | -------------------------------- | -------------------------------- | -------------------------------- | -------------------------------- | -------------------------------- | -------------------------------- | -------------------------------- | -------------------------------- | -------------------------------- | -------------------------------- | -------------------------------- | ------------------------------------- | ------------------------------------- |
|                        | Toermotorfietsen CB 350 K en G   | Toermotorfietsen CB 350 K en G   | Toermotorfietsen CB 350 K en G   | Toermotorfietsen CB 350 K en G   | Toermotorfietsen CB 350 K en G   | Toermotorfietsen CB 350 K en G    |                                  | Scramblers CL 350 K              | Scramblers CL 350 K              | Scramblers CL 350 K              | Scramblers CL 350 K              | Scramblers CL 350 K              | Scramblers CL 350 K              |                                  | Offroadmotoren SL 350 K          | Offroadmotoren SL 350 K          | Offroadmotoren SL 350 K          |                                  | CB 350 F                              | CB 350 F                              |
| Periode                | 1968-1969                        | 1969                             | 1970                             | 1971                             | 1972                             | 1973                              |                                  | 1968-1969                        | 1969                             | 1970                             | 1971                             | 1972-1973                        | 1973                             |                                  | 1969-1970                        | 1970-1971                        | 1972-1973                        |                                  | 1972-1973                             | 1974                                  |
| Motortype              | OHC                              | OHC                              | OHC                              | OHC                              | OHC                              | OHC                               | OHC                              | OHC                              | OHC                              | OHC                              | OHC                              | OHC                              | OHC                              | OHC                              | OHC                              | OHC                              | OHC                              | OHC                              | OHC                                   | OHC                                   |
| Koeling                | Lucht                            | Lucht                            | Lucht                            | Lucht                            | Lucht                            | Lucht                             | Lucht                            | Lucht                            | Lucht                            | Lucht                            | Lucht                            | Lucht                            | Lucht                            | Lucht                            | Lucht                            | Lucht                            | Lucht                            | Lucht                            | Lucht                                 | Lucht                                 |
| Bouwwijze              | Dwarsgeplaatste paralleltwin     | Dwarsgeplaatste paralleltwin     | Dwarsgeplaatste paralleltwin     | Dwarsgeplaatste paralleltwin     | Dwarsgeplaatste paralleltwin     | Dwarsgeplaatste paralleltwin      | Dwarsgeplaatste paralleltwin     | Dwarsgeplaatste paralleltwin     | Dwarsgeplaatste paralleltwin     | Dwarsgeplaatste paralleltwin     | Dwarsgeplaatste paralleltwin     | Dwarsgeplaatste paralleltwin     | Dwarsgeplaatste paralleltwin     | Dwarsgeplaatste paralleltwin     | Dwarsgeplaatste paralleltwin     | Dwarsgeplaatste paralleltwin     | Dwarsgeplaatste paralleltwin     |                                  | Dwarsgeplaatste viercilinderlijnmotor | Dwarsgeplaatste viercilinderlijnmotor |
| Boring                 | 64 mm                            | 64 mm                            | 64 mm                            | 64 mm                            | 64 mm                            | 64 mm                             | 64 mm                            | 64 mm                            | 64 mm                            | 64 mm                            | 64 mm                            | 64 mm                            | 64 mm                            | 64 mm                            | 64 mm                            | 64 mm                            | 64 mm                            |                                  | 47 mm                                 | 47 mm                                 |
| Slag                   | 50,6 mm                          | 50,6 mm                          | 50,6 mm                          | 50,6 mm                          | 50,6 mm                          | 50,6 mm                           | 50,6 mm                          | 50,6 mm                          | 50,6 mm                          | 50,6 mm                          | 50,6 mm                          | 50,6 mm                          | 50,6 mm                          | 50,6 mm                          | 50,6 mm                          | 50,6 mm                          | 50,6 mm                          |                                  | 50 mm                                 | 50 mm                                 |
| Cilinderinhoud         | 325,6 cc                         | 325,6 cc                         | 325,6 cc                         | 325,6 cc                         | 325,6 cc                         | 325,6 cc                          | 325,6 cc                         | 325,6 cc                         | 325,6 cc                         | 325,6 cc                         | 325,6 cc                         | 325,6 cc                         | 325,6 cc                         | 325,6 cc                         | 325,6 cc                         | 325,6 cc                         | 325,6 cc                         |                                  | 347,0 cc                              | 347,0 cc                              |
| Carburateur(s)         | 2 x Keihin CV 32 mm              | 2 x Keihin CV 32 mm              | 2 x Keihin CV 32 mm              | 2 x Keihin CV 32 mm              | 2 x Keihin CV 32 mm              | 2 x Keihin CV 32 mm               | 2 x Keihin CV 32 mm              | 2 x Keihin CV 32 mm              | 2 x Keihin CV 32 mm              | 2 x Keihin CV 32 mm              | 2 x Keihin CV 32 mm              | 2 x Keihin CV 32 mm              | 2 x Keihin CV 32 mm              | 2 x Keihin CV 32 mm              | 2 x Keihin CV 32 mm              | 2 x Keihin CV 32 mm              | 2 x Keihin 36 mm                 |                                  | 4 x Keihin 20 mm                      | 4 x Keihin 20 mm                      |
| Smeersysteem           | Wet-sump                         | Wet-sump                         | Wet-sump                         | Wet-sump                         | Wet-sump                         | Wet-sump                          | Wet-sump                         | Wet-sump                         | Wet-sump                         | Wet-sump                         | Wet-sump                         | Wet-sump                         | Wet-sump                         | Wet-sump                         | Wet-sump                         | Wet-sump                         | Wet-sump                         | Wet-sump                         | Wet-sump                              | Wet-sump                              |
| Compressieverhouding   | 9,5:1                            | 9,5:1                            | 9,5:1                            | 9,5:1                            | 9,5:1                            | 9,5:1                             | 9,5:1                            | 9,5:1                            | 9,5:1                            | 9,5:1                            | 9,5:1                            | 9,5:1                            | 9,5:1                            | 9,5:1                            | 9,5:1                            | 9,5:1                            | 9,5:1                            |                                  | 9,3:1                                 | 9,3:1                                 |
| Max. vermogen          | 36 pk bij 10.500 tpm             | 36 pk bij 10.500 tpm             | 36 pk bij 10.500 tpm             | 36 pk bij 10.500 tpm             | 36 pk bij 10.500 tpm             | 36 pk bij 10.500 tpm              |                                  | 33 pk bij 9.500 tpm              | 33 pk bij 9.500 tpm              | 33 pk bij 9.500 tpm              | 33 pk bij 9.500 tpm              | 33 pk bij 9.500 tpm              | 33 pk bij 9.500 tpm              | 33 pk bij 9.500 tpm              | 33 pk bij 9.500 tpm              | 33 pk bij 9.500 tpm              | 33 pk bij 9.500 tpm              |                                  | 34 pk bij 10.000 tpm                  | 34 pk bij 10.000 tpm                  |
| Topsnelheid            | 165 km/h                         | 165 km/h                         | 165 km/h                         | 165 km/h                         | 165 km/h                         | 165 km/h                          |                                  | 160 km/h                         | 160 km/h                         | 160 km/h                         | 160 km/h                         | 160 km/h                         | 160 km/h                         |                                  | Onbekend                         | Onbekend                         | Onbekend                         |                                  | 160 km/h                              | 160 km/h                              |
| Primaire aandrijving   | Tandwielen                       | Tandwielen                       | Tandwielen                       | Tandwielen                       | Tandwielen                       | Tandwielen                        | Tandwielen                       | Tandwielen                       | Tandwielen                       | Tandwielen                       | Tandwielen                       | Tandwielen                       | Tandwielen                       | Tandwielen                       | Tandwielen                       | Tandwielen                       | Tandwielen                       |                                  | Ketting                               | Ketting                               |
| Koppeling              | Meervoudige natte plaatkoppeling | Meervoudige natte plaatkoppeling | Meervoudige natte plaatkoppeling | Meervoudige natte plaatkoppeling | Meervoudige natte plaatkoppeling | Meervoudige natte plaatkoppeling  | Meervoudige natte plaatkoppeling | Meervoudige natte plaatkoppeling | Meervoudige natte plaatkoppeling | Meervoudige natte plaatkoppeling | Meervoudige natte plaatkoppeling | Meervoudige natte plaatkoppeling | Meervoudige natte plaatkoppeling | Meervoudige natte plaatkoppeling | Meervoudige natte plaatkoppeling | Meervoudige natte plaatkoppeling | Meervoudige natte plaatkoppeling | Meervoudige natte plaatkoppeling | Meervoudige natte plaatkoppeling      | Meervoudige natte plaatkoppeling      |
| Versnellingen          | 5                                | 5                                | 5                                | 5                                | 5                                | 5                                 | 5                                | 5                                | 5                                | 5                                | 5                                | 5                                | 5                                | 5                                | 5                                | 5                                | 5                                | 5                                | 5                                     | 5                                     |
| Secundaire aandrijving | Ketting                          | Ketting                          | Ketting                          | Ketting                          | Ketting                          | Ketting                           | Ketting                          | Ketting                          | Ketting                          | Ketting                          | Ketting                          | Ketting                          | Ketting                          | Ketting                          | Ketting                          | Ketting                          | Ketting                          | Ketting                          | Ketting                               | Ketting                               |
| Rijwielgedeelte        | Semi-dubbel wiegframe            | Semi-dubbel wiegframe            | Semi-dubbel wiegframe            | Semi-dubbel wiegframe            | Semi-dubbel wiegframe            | Semi-dubbel wiegframe             | Semi-dubbel wiegframe            | Semi-dubbel wiegframe            | Semi-dubbel wiegframe            | Semi-dubbel wiegframe            | Semi-dubbel wiegframe            | Semi-dubbel wiegframe            | Semi-dubbel wiegframe            | Semi-dubbel wiegframe            | Semi-dubbel wiegframe            | Dubbel wiegframe                 | Dubbel wiegframe                 |                                  | Semi-dubbel wiegframe                 | Semi-dubbel wiegframe                 |
| Voorvork               | Telescoopvork                    | Telescoopvork                    | Telescoopvork                    | Telescoopvork                    | Telescoopvork                    | Telescoopvork                     | Telescoopvork                    | Telescoopvork                    | Telescoopvork                    | Telescoopvork                    | Telescoopvork                    | Telescoopvork                    | Telescoopvork                    | Telescoopvork                    | Telescoopvork                    | Telescoopvork                    | Telescoopvork                    | Telescoopvork                    | Telescoopvork                         | Telescoopvork                         |
| Achtervork             | Swingarm                         | Swingarm                         | Swingarm                         | Swingarm                         | Swingarm                         | Swingarm                          | Swingarm                         | Swingarm                         | Swingarm                         | Swingarm                         | Swingarm                         | Swingarm                         | Swingarm                         | Swingarm                         | Swingarm                         | Swingarm                         | Swingarm                         | Swingarm                         | Swingarm                              | Swingarm                              |
| Remmen                 | Trommelremmen                    | Trommelremmen                    | Trommelremmen                    | Trommelremmen                    | Trommelremmen                    | Schijfrem voor, trommelrem achter |                                  | Trommelremmen                    | Trommelremmen                    | Trommelremmen                    | Trommelremmen                    | Trommelremmen                    | Trommelremmen                    | Trommelremmen                    | Trommelremmen                    | Trommelremmen                    | Trommelremmen                    |                                  | Schijfrem voor, trommelrem achter     | Schijfrem voor, trommelrem achter     |
| Tankinhoud             | 12 liter                         | 12 liter                         | 12 liter                         | 12 liter                         | 12 liter                         | 12 liter                          |                                  | 9 liter                          | 9 liter                          | 9 liter                          | 9 liter                          | 9 liter                          | 9 liter                          |                                  | Onbekend                         | Onbekend                         | Onbekend                         |                                  | 12 liter                              | 12 liter                              |
| Droog gewicht          | 149 kg                           | 149 kg                           | 149 kg                           | 149 kg                           | 149 kg                           | 149 kg                            |                                  | 150 kg                           | 150 kg                           | 150 kg                           | 150 kg                           | 150 kg                           | 150 kg                           |                                  | 145 kg                           | 145 kg                           | 145 kg                           |                                  | 169 kg                                | 169 kg                                |
| Voorganger             | CA 77 Dream                      | CA 77 Dream                      | CA 77 Dream                      | CA 77 Dream                      | CA 77 Dream                      | CA 77 Dream                       |                                  | CL 77 Scrambler                  | CL 77 Scrambler                  | CL 77 Scrambler                  | CL 77 Scrambler                  | CL 77 Scrambler                  | CL 77 Scrambler                  | CL 77 Scrambler                  | CL 77 Scrambler                  | CL 77 Scrambler                  | CL 77 Scrambler                  |                                  | Geen                                  | Geen                                  |
| Opvolger               | CB 360                           | CB 360                           | CB 360                           | CB 360                           | CB 360                           | CB 360                            |                                  | CL 360                           | CL 360                           | CL 360                           | CL 360                           | CL 360                           | CL 360                           |                                  | XL 350                           | XL 350                           | XL 350                           |                                  | CB 400 F                              | CB 400 F                              |